# 杉本健郎
杉本 健郎（すぎもと たてお、1948年12月15日 - ）は、日本の小児科医。

## 人物
1948年、兵庫県丹波篠山市生まれ。1974年関西医科大学卒業。
関西医科大学病院小児科勤務の後、1979年、関西医科大学大学院修了する。1980年、医学博士となる。1985年、6歳の長男が脳死状態となり、心停止での腎臓摘出に同意する。1995年より1997年まで、カナダのトロント小児病院神経科に勤務する。関西医科大学助教授となり、関西医科大学男山病院小児科部長をへて、すぎもとボーンクリニーク代表となる。
脳死移植問題で、積極的に発言を行う。2001年2月14日に、森岡正博と連名で、脳死移植提供者の年齢の制限について、15歳から12歳に下げる案「子どもの意思表示を前提とする臓器移植法改正案の提言」を提唱する。この案が、2006年3月31日第164国会衆法第15号の法案となり、2008年の臓器の移植に関する法律改定の審議の際に審議されるものの採決されず、脳死移植臓器提供の年齢撤廃および家族の承認による臓器提供が可能になる案が可決され改正されることとなる。その後、改定された「臓器の移植に関する法律」および、現状の脳死移植に批判的な立場をとる。

## 著作
- 着たかもしれない制服　1986年　波書房　ISBN: 9784816411960
- 子どもの脳死・移植　2003年3月　クリエイツかもがわ　ISBN： 9784876997565
- 北欧・北米の医療システムと障害児医療 2000年3月　クリエイツかもがわ　ISBN: 9784876995097